# Takeoka Yuto
Takeoka Yuto (武岡 優斗, sinh ngày 24 tháng 6 năm 1986) là một cầu thủ bóng đá người Nhật Bản thi đấu cho Kawasaki Frontale.

## Thống kê câu lạc bộ
Cập nhật đến ngày 23 tháng 2 năm 2017.
| Thành tích câu lạc bộ | Thành tích câu lạc bộ | Thành tích câu lạc bộ | Giải vô địch | Giải vô địch | Cúp                   | Cúp                   | Cúp Liên đoàn | Cúp Liên đoàn | Châu lục | Châu lục  | Tổng cộng | Tổng cộng |
| Mùa giải              | Câu lạc bộ            | Giải vô địch          | Số trận      | Bàn thắng    | Số trận               | Bàn thắng             | Số trận       | Bàn thắng     | Số trận  | Bàn thắng | Số trận   | Bàn thắng |
| Nhật Bản              | Nhật Bản              | Nhật Bản              | Giải vô địch | Giải vô địch | Cúp Hoàng đế Nhật Bản | Cúp Hoàng đế Nhật Bản | J. League Cup | J. League Cup | Châu Á   | Châu Á    | Tổng cộng | Tổng cộng |
| --------------------- | --------------------- | --------------------- | ------------ | ------------ | --------------------- | --------------------- | ------------- | ------------- | -------- | --------- | --------- | --------- |
| 2008                  | Đại học Kokushikan FC | -                     | -            | -            | 4                     | 3                     | -             | -             | -        | -         | 4         | 3         |
| 2009                  | Sagan Tosu            | J2 League             | 40           | 3            | 2                     | 0                     | -             | -             | -        | -         | 42        | 3         |
| 2010                  | Yokohama F.C.         | J2 League             | 21           | 0            | 2                     | 0                     | -             | -             | -        | -         | 23        | 0         |
| 2011                  | Yokohama F.C.         | J2 League             | 0            | 0            | 0                     | 0                     | -             | -             | -        | -         | 0         | 0         |
| 2012                  | Yokohama F.C.         | J2 League             | 34           | 7            | 1                     | 0                     | -             | -             | -        | -         | 35        | 7         |
| 2013                  | Yokohama F.C.         | J2 League             | 40           | 4            | 0                     | 0                     | -             | -             | -        | -         | 40        | 4         |
| 2014                  | Kawasaki Frontale     | J1 League             | 4            | 0            | 0                     | 0                     | 0             | 0             | 3        | 0         | 7         | 0         |
| 2015                  | Kawasaki Frontale     | J1 League             | 30           | 1            | 3                     | 0                     | 6             | 0             | -        | -         | 39        | 1         |
| 2016                  | Kawasaki Frontale     | J1 League             | 18           | 0            | 1                     | 0                     | 4             | 0             | -        | -         | 23        | 0         |
| Tổng                  | Tổng                  | Tổng                  | 187          | 15           | 13                    | 3                     | 10            | 0             | 3        | 0         | 213       | 18        |